# Wittmund
Wittmund település Németországban, azon belül Alsó-Szászország tartományban. Lakosainak száma 20 835 fő (2023. december 31.). Wittmund Aurich és Friedeburg községekkel határos.

## Fekvése
Werdumtól délre fekvő település.

## Története
A település a 9. században keletkezett. A keletfríz Kankena-törzs vezetőjének székhelye volt.
Mai formája 1972-ben, 11 környező település hozzácsatolásával alakult ki. Több mint 20 ezer lakosa van.

## Nevezetességek
- Szent Miklós temploma - 1775-ben épült.

## Galéria

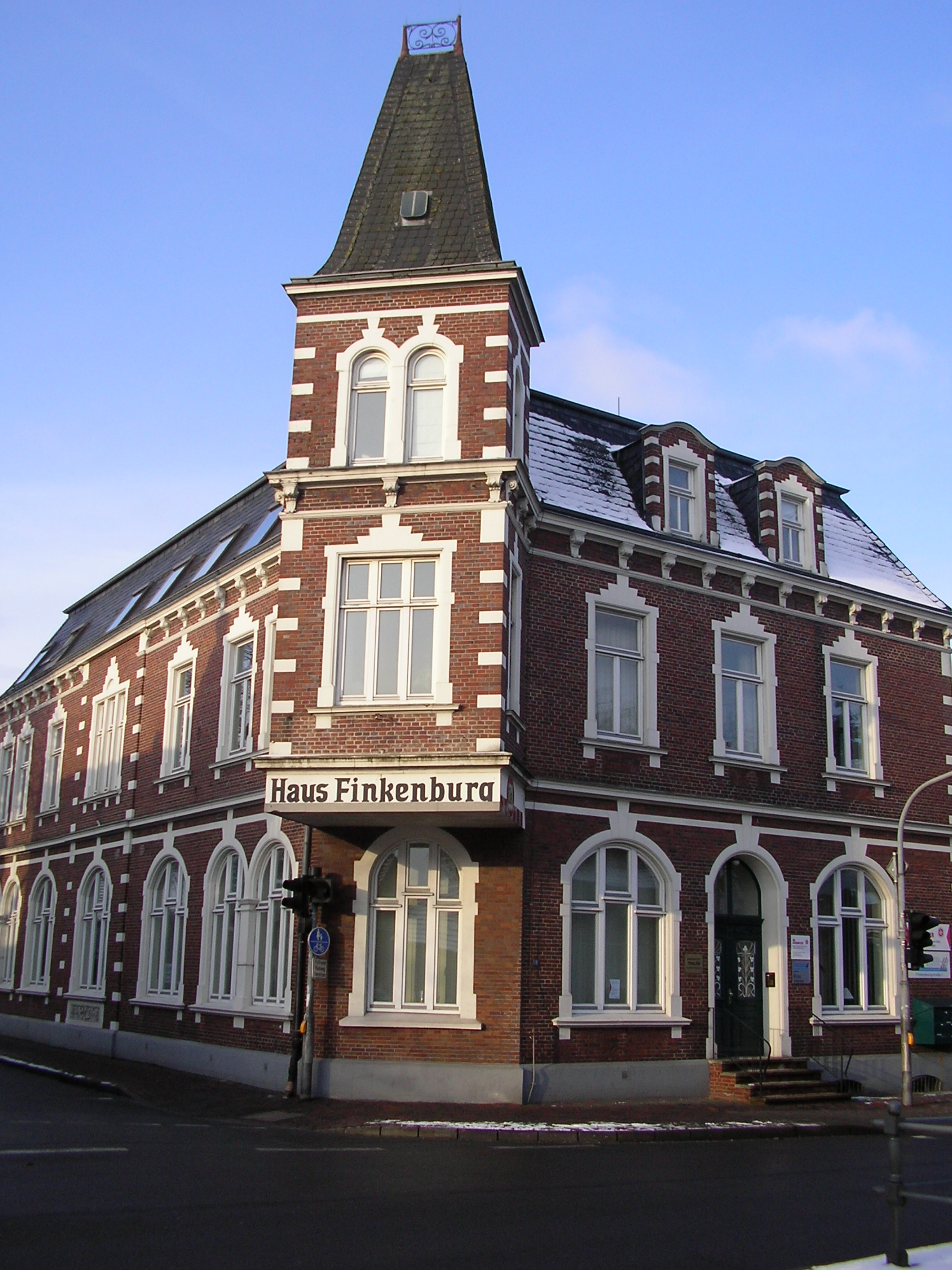
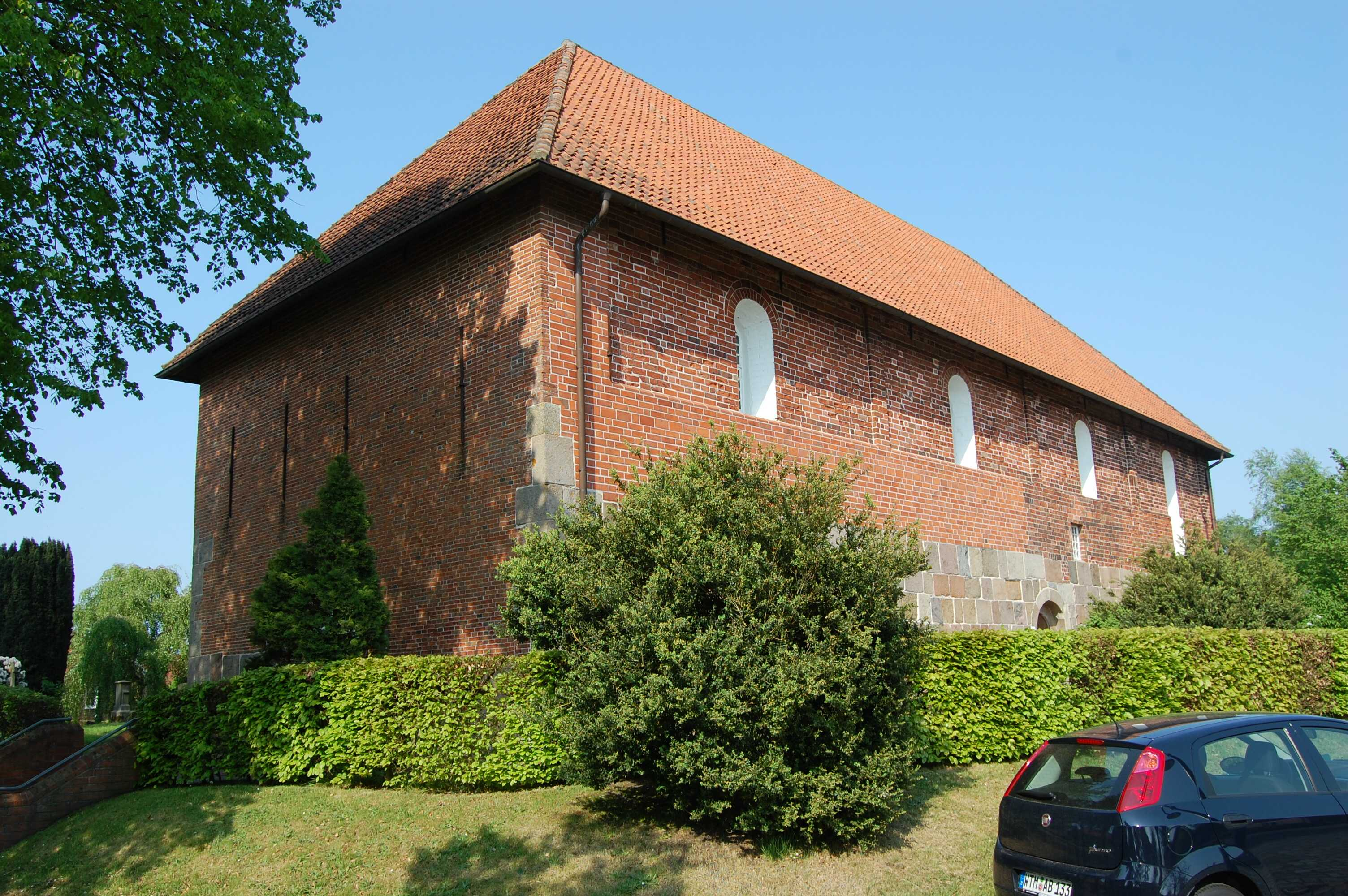

## Népesség
A település népességének változása:
| Lakosok száma | 20 437 | 20 363 | 20 321 | 20 433 | 20 773 | 20 835 |
|               | 2016   | 2017   | 2019   | 2021   | 2022   | 2023   |